# Liste der Monuments historiques in Festigny (Marne)
Die Liste der Monuments historiques in Festigny führt die Monuments historiques in der französischen Gemeinde Festigny auf.

## Liste der Immobilien
| Bezeichnung       | Beschreibung           | Standort               | Kennzeichnung | Schutzstatus | Datum | Bild           |
| ----------------- | ---------------------- | ---------------------- | ------------- | ------------ | ----- | -------------- |
| Kirche St-Laurent | ab dem 12. Jahrhundert | Rue de l’Église (Lage) | PA00078710    | Classé       | 1921  | weitere Bilder |

## Liste der Objekte
| Bezeichnung                  | Beschreibung                                                                      | Standort                              | Kennzeichnung | Schutzstatus | Datum | Bild |
| ---------------------------- | --------------------------------------------------------------------------------- | ------------------------------------- | ------------- | ------------ | ----- | ---- |
| Wandgemälde                  | aus dem 15. Jahrhundert                                                           | in der Kirche St-Laurent (Lage)       | PM51001502    | Inscrit      | 1921  |      |
| Skulptur Heiliger Laurentius | Stein, undatiert                                                                  | in der Kirche St-Laurent (Lage)       | PM51002975    | Inscrit      | 1980  |      |
| Hauptaltar                   | Altartisch, Retabel und zwei Gemälde; Holz, Ölfarbe auf Leinwand, 18. Jahrhundert | in der Kirche St-Laurent (Lage)       | PM51002979    | Inscrit      | 1980  |      |
| Kommuniontisch               | Gusseisen, 19. Jahrhundert                                                        | in der Kirche St-Laurent (Lage)       | PM51002978    | Inscrit      | 1980  |      |
| Pietà                        | Stein, 14. Jahrhundert                                                            | außen an der Kirche St-Laurent (Lage) | PM51002977    | Inscrit      | 1980  |      |